# Xã Langdon, Quận Cavalier, Bắc Dakota
Xã Langdon (tiếng Anh: Langdon Township) là một xã thuộc quận Cavalier, tiểu bang Bắc Dakota, Hoa Kỳ. Năm 2010, dân số của xã này là 29 người.